# Карафа, Диомед
Диомед Карафа (Diomede Caraffa; 1406-1487) — итальянский писатель и политик XV века.
Происходил из знатного рода Карафа. Оставил несколько трактатов о нравственности, изданных после его смерти: «Ammaestrimenti militari» (Неаполь, 1608); «De regentis et boni principis officiis» (Неаполь, 1668). Рукопись его «De Institutione vivendi», подаренная автором Беатрисе (Беатрикс), жене Матвея Корвина, хранится теперь в Пармской библиотеке.